# Oleksij Posdnjakow
Oleksij Oleksandrowytsch Posdnjakow (ukrainisch Олексі́й Олекса́ндрович Поздняко́в; * 1. April 1995 in Pryluky) ist ein ukrainischer Sprinter, der sich auf den 400-Meter-Lauf spezialisiert hat.

## Sportliche Laufbahn
Erste internationale Erfahrungen sammelte Oleksij Posdnjakow im Jahr 2011, als er bei den Jugendweltmeisterschaften nahe Lille im 400-Meter-Lauf mit 48,92 s in der ersten Runde ausschied und auch mit der ukrainischen Sprintstaffel (1000 Meter) mit 1:56,62 min im Vorlauf ausschied. Im Jahr darauf schied er bei den Juniorenweltmeisterschaften in Barcelona mit 48,00 s in der Vorrunde aus und 2013 erreichte er bei den Junioreneuropameisterschaften in Rieti das Halbfinale, in dem er mit 48,09 s ausschied, während er mit der 4-mal-100-Meter-Staffel mit 40,93 s den Finaleinzug verpasste. Im Jahr darauf schied er dann auch bei den Juniorenweltmeisterschaften in Eugene mit 47,43 s im Halbfinale aus. 2015 scheiterte er bei den U23-Europameisterschaften in Tallinn mit 47,58 s in der ersten Runde über 400 Meter und mit der 4-mal-400-Meter-Staffel belegte er in 3:09,14 min den fünften Platz. 2017 startete er mit der Staffel bei den Halleneuropameisterschaften in Belgrad und klassierte sich dort mit 3:09,64 min auf dem fünften Rang. 2018 schied er bei den Europameisterschaften in Berlin mit 46,47 s in der Vorrunde über 400 Meter aus und verpasste auch mit der Staffel mit 3:05,95 min den Finaleinzug.
2019 nahm er an der Sommer-Universiade in Neapel teil und schied dort im 200-Meter-Lauf mit 21,67 s im Vorlauf aus und auch über 400 Meter kam er mit 47,98 s nicht über die erste Runde hinaus. Ende September startete er bei den Weltmeisterschaften in Doha in der Mixed-Staffel, verpasste dort aber mit 3:17,50 min den Finaleinzug. 2022 siegte er in 3:05,96 min mit der Männerstaffel bei den Balkan-Meisterschaften in Craiova und schied anschließend bei den Europameisterschaften in München mit 3:04,15 min im Vorlauf aus.
In den Jahren 2017 und 2022 wurde Posdnjakow ukrainischer Meister in der 4-mal-400-Meter-Staffel sowie 2017 auch in der 4-mal-100-Meter-Staffel. Zudem wurde er 2016 Hallenmeister in der 4-mal-400-Meter-Staffel.

## Persönliche Bestzeiten
- 200 Meter: 21,05 s (+1,8 m/s), 21. Juli 2018 in Luzk
  - 200 Meter (Halle): 21,71 s, 22. Februar 2020 in Sumy
- 400 Meter: 46,42 s, 25. Juni 2018 in Kropywnyzkyj
  - 400 Meter (Halle): 47,65 s, 8. Februar 2019 in Sumy